# III edició dels Premis Platino
La III edició dels Premis Platino, presentats per la Entitat de Gestió de Drets dels Productors Audiovisuals i Federació Iberoamericana de Productors Cinematogràfics i Audiovisuals, honraren el millor del cinema iberoamericà estrenat en 2015. La cerimònia va tenir lloc el 24 de juliol de 2016, a Punta del Este, Uruguai. A la cerimònia es va fer lliurament de premis competitius en tretze categories

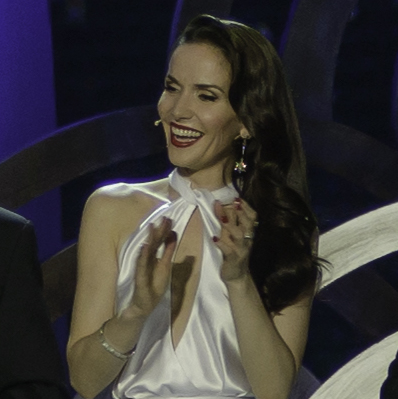
Natalia Oreiro, presentadora de l'edició

## Premi d'Honor
- Ricardo Darín

## Nominats i guanyadors
Indica el guanyador o guanyadora en cada categoria.
| Categoria                                                                 | Guanyadors i nominats                                      |
| Millor pel·lícula iberoamericana de ficción                               |                                                            |
| ------------------------------------------------------------------------- | ---------------------------------------------------------- |
| Millor pel·lícula iberoamericana de ficción                               | El abrazo de la serpiente — Colòmbia, Veneçuela, Argentina |
| Millor pel·lícula iberoamericana de ficción                               | El Clan — Argentina, Espanya                               |
| Millor pel·lícula iberoamericana de ficción                               | El club — Xile                                             |
| Millor pel·lícula iberoamericana de ficción                               | Ixcanul — Guatemala                                        |
| Millor pel·lícula iberoamericana de ficción                               | Truman — Espanya, Argentina                                |
| Millor direcció                                                           |                                                            |
| Ciro Guerra — El abrazo de la serpiente                                   |                                                            |
| Alonso Ruizpalacios — Güeros                                              |                                                            |
| Cesc Gay — Truman                                                         |                                                            |
| Pablo Larraín — El club                                                   |                                                            |
| Pablo Trapero — El Clan                                                   |                                                            |
| Millor interpretació masculina                                            |                                                            |
| Guillermo Francella — El Clan; com Arquímedes Puccio.                     |                                                            |
| Alfredo Castro — El club; com el pare Vidal.                              |                                                            |
| Damián Alcázar — Magallanes; com Harvey Magallanes.                       |                                                            |
| Javier Cámara — Truman; com Tomás.                                        |                                                            |
| Ricardo Darín — Truman; com Julián.                                       |                                                            |
| Millor interpretació femenina                                             |                                                            |
| Dolores Fonzi — La patota; com Paulina.                                   |                                                            |
| Antonia Zegers — El club; com la madre Mónica.                            |                                                            |
| Elena Anaya — La memoria del agua; com Amanda.                            |                                                            |
| Inma Cuesta — La novia; com la novia.                                     |                                                            |
| Penélope Cruz — Ma ma; com Magda.                                         |                                                            |
| Millor guió                                                               |                                                            |
| El club — Pablo Larraín, Guillermo Calderón, Daniel Villalobos.           |                                                            |
| El abrazo de la serpiente — Ciro Guerra, Jacques Toulemonde.              |                                                            |
| Ixcanul — Jayro Bustamante.                                               |                                                            |
| Magallanes — Salvador del Solar.                                          |                                                            |
| Truman — Cesc Gay, Tomàs Aragay.                                          |                                                            |
| Millor música original                                                    |                                                            |
| El abrazo de la serpiente — Nascuy Linares.                               |                                                            |
| Ixcanul — Pascual Reyes.                                                  |                                                            |
| Ma ma — Alberto Iglesias.                                                 |                                                            |
| Magallanes — Federico Jusid.                                              |                                                            |
| Nadie quiere la noche — Lucas Vidal.                                      |                                                            |
| Millor pel·lícula d'animació                                              |                                                            |
| Atrapa la bandera — Espanya                                               |                                                            |
| Don Gato: El Inicio de la Pandilla — Mèxic                                |                                                            |
| El americano — Mèxic                                                      |                                                            |
| El secreto de Amila — Argentina, Espanya                                  |                                                            |
| Un gallo con muchos huevos — Mèxic                                        |                                                            |
| Millor pel·lícula documental                                              |                                                            |
| El botón de nácar — Xile, Espanya                                         |                                                            |
| Allende mi abuelo Allende — Xile, Mèxic                                   |                                                            |
| Chicas nuevas 24 horas — Espanya, Argentina, Paraguai, Colòmbia, Perú     |                                                            |
| La once — Xile                                                            |                                                            |
| The Propaganda Game — Espanya                                             |                                                            |
| Millor opera prima de ficció                                              |                                                            |
| Ixcanul — Guatemala                                                       |                                                            |
| 600 millas — Mèxic                                                        |                                                            |
| El desconocido — Espanya                                                  |                                                            |
| El patrón: radiografía de un crimen — Argentina, Veneçuela                |                                                            |
| Magallanes — Perú, Colòmbia, Argentina, Espanya                           |                                                            |
| Millor direcció de muntatge                                               |                                                            |
| El abrazo de la serpiente — Etienne Boussac, Cristina Gallego.            |                                                            |
| El Clan — Pablo Trapero, Alejandro Carrillo Penovi.                       |                                                            |
| El desconocido — Jorge Coira.                                             |                                                            |
| Ixcanul — César Díaz.                                                     |                                                            |
| Magallanes — Eric Williams.                                               |                                                            |
| Millor direcció artística                                                 |                                                            |
| El abrazo de la serpiente — Angélica Perea.                               |                                                            |
| As Mil e Uma Noites: Volume 2, O Desolado — Bruno Duarte, Artur Pinheiro. |                                                            |
| El Clan — Sebastián Orgambide.                                            |                                                            |
| Ixcanul — Pilar Peredo.                                                   |                                                            |
| La novia — Jesús Bosqued Maté, Pilar Quintana.                            |                                                            |
| Millor direcció de fotografia                                             |                                                            |
| El abrazo de la serpiente — David Gallego.                                |                                                            |
| El club — Sergio Armstrong.                                               |                                                            |
| Ixcanul — Luis Armando Arteaga.                                           |                                                            |
| La memoria del agua — Arnaldo Rodríguez.                                  |                                                            |
| La novia — Miguel Ángel Amoedo.                                           |                                                            |
| Millor direcció de so                                                     |                                                            |
| El abrazo de la serpiente — Carlos García, Marco Salavería.               |                                                            |
| El Clan — Vicente D'Elía, Leandro de Loredo.                              |                                                            |
| El desconocido — David Machado, Jaime Fernández, Nacho Arenas.            |                                                            |
| Ixcanul — Eduardo Cáceres, Julien Cloquet.                                |                                                            |
| La patota — Federico Equerro, Santiago Fumagalli, Edson Secco.            |                                                            |

## Nominacions per pel·lícula
| Pel·lícula                                | País(os)                                     | Nominacions | Premis |
| ----------------------------------------- | -------------------------------------------- | ----------- | ------ |
| El abrazo de la serpiente                 | Colòmbia, Veneçuela, Argentina               | 8           | 7      |
| Ixcanul                                   | Guatemala                                    | 8           | 1      |
| El club                                   | Xile                                         | 6           | 1      |
| El Clan                                   | Argentina, Espanya                           | 5           | 1      |
| Magallanes                                | Perú, Colòmbia, Argentina, Espanya           | 5           | –      |
| Truman                                    | Espanya, Argentina                           | 5           | –      |
| El desconocido                            | Espanya                                      | 3           | –      |
| La novia                                  | Espanya                                      | 3           | –      |
| La memoria del agua                       | Xile, Argentina, Espanya                     | 2           | –      |
| La patota                                 | Argentina, Brasil                            | 2           | 1      |
| Ma ma                                     | Espanya                                      | 2           | –      |
| 600 millas                                | Mèxic                                        | 1           | –      |
| Allende mi abuelo Allende                 | Xile, Mèxic                                  | 1           | –      |
| As Mil e Uma Noites: Volume 2, O Desolado | Portugal                                     | 1           | –      |
| Atrapa la bandera                         | Espanya                                      | 1           | 1      |
| Chicas nuevas 24 horas                    | Espanya, Argentina, Paraguai, Colòmbia, Perú | 1           | –      |
| Don Gato: El Inicio de la Pandilla        | Mèxic                                        | 1           | –      |
| El americano                              | Mèxic                                        | 1           | –      |
| El botón de nácar                         | Xile, Espanya                                | 1           | 1      |
| El patrón: radiografía de un crimen       | Argentina, Veneçuela                         | 1           | –      |
| El secreto de Amila                       | Argentina, Espanya                           | 1           | –      |
| Güeros                                    | Mèxic                                        | 1           | –      |
| La once                                   | Xile                                         | 1           | –      |
| Nadie quiere la noche                     | Espanya                                      | 1           | –      |
| The Propaganda Game                       | Espanya                                      | 1           | –      |
| Un gallo con muchos huevos                | Mèxic                                        | 1           | –      |

## Nominacions per país
| País      | Nominacions | Premis |
| --------- | ----------- | ------ |
| Argentina | 30          | 9      |
| Espanya   | 30          | 3      |
| Colòmbia  | 14          | 7      |
| Xile      | 11          | 2      |
| Veneçuela | 9           | 7      |
| Guatemala | 8           | 1      |
| Mèxic     | 6           | –      |
| Perú      | 6           | –      |
| Brasil    | 2           | 1      |
| Paraguai  | 1           | –      |
| Portugal  | 1           | –      |